# Malonil-CoA

Estrutura química do malonil-CoA.

O malonil-CoA (malonil coenzima A) é uma molécula que se forma da carboxilação de um acetil-CoA por parte do complexo enzimático acetil-CoA carboxilase; este grupo carboxilo procede do bicarbonato.
Esta é a primeira reação e a etapa limitante da biossíntese citosólica de ácidos graxos, é dependente de biotina e consome ATP.
Dentre as funções podemos destacar que é uma molécula alongadora.
O malonil-CoA é formado na primeira etapa da biossíntese mitocondrial de ácidos graxos (mtFASII) a partir do ácido malónico pela malonil-CoA sintetase (ACSF3).

## Biossíntese
O malonil-CoA se forma a partir de acetil-CoA e de bicarbonato, reação que consome ATP e que é catalisada pela acetil-CoA carboxilase, enzima que requer biotina como cofator:

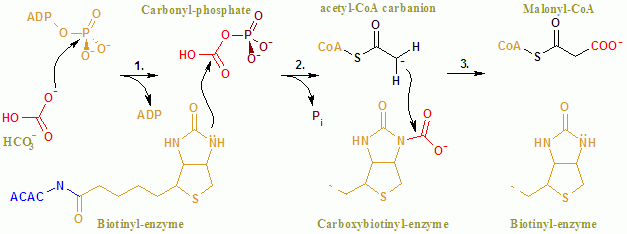
Síntese de malonil-CoA; reação da acetil-CoA carboxilase.As cores correspondem a: enzima, coenzimas, substratos, íons metálicos, fosfato e bicarbonato

## Doenças
A malonil-CoA desempenha um papel especial na doença metabólica acidúria malónica e metilmalónica combinada (CMAMMA) na degradação mitocondrial do ácido malónico tóxico. Na CMAMMA, devido à deficiência de ACSF3, a malonil-CoA sintetase está diminuída, o que pode gerar malonil-CoA a partir do ácido malónico, que por sua vez é convertido em acetil-CoA pela malonil-CoA descarboxilase. Em contrapartida, na CMAMMA, devido à deficiência de malonil-CoA descarboxilase, a malonil-CoA descarboxilase está reduzida, o que converte o malonil-CoA em acetil-CoA.

{\displaystyle \mathrm {{\acute {A}}cido\ mal{\acute {o}}nico+CoA+ATP\ {\xrightarrow[{ACSF3}]{Malonil{-}CoA\ sintetase}}\ Malonil{-}CoA\ {\xrightarrow[{MLYCD}]{Malonil-CoA\ descarboxilase}}\ Acetil{-}CoA} }